# Товарищество Архангельско-Мурманского срочного пароходства
Товарищество Архангельско-Мурманского срочного пароходства (ТАМСП) — российская судоходная компания. Основана в 1875 году. Была национализирована и прекратила существование после прихода к власти большевиков.

## История
В феврале 1875 году московские предприниматели надворный советник Ф. В. Чижов, инженер генерал-лейтенант барон А. И. Дельвиг, капитан 2 ранга граф К. Ф. Литке , С. И. Мамонтов, коммерции советник Т. С. Морозов, потомственный почетный гражданин В. И. Смолин и еще 27 юридических лиц, создали «Товарищество Архангельско-Мурманского срочного пароходства». 6 мая того же 1875 г. 3 августа император Александр II своим указом утвердил устав устав Товарищества. Правление Товарищества находилось в Петербурге, а в Архангельске открылась его контора, во главе с директором-распорядителем, назначаемым из числа опытных капитанов. Председателем правления был избран Ф. В. Чижов(после его смерти дело возглавил Г. А. Вейхардт). Первым директором Товарищества стал флота генерал-майор в отставке В. Р. Шельтинг, директорами были П. Витт, Ф. Попов, Г. Антоновский и др.
Товарищество приобрело за границей три судна. Мурманскую линию обслуживал пароход «Архангельск» (водоизмещение 540 тонн, мощность машины 120 лошадиных сил). По внутреннюю Беломорскую линию обслуживали два судна — винтовая «Онега» (водоизмещение около 500 тонн, мощность машины 80 лошадиных сил) и двухколесная «Кемь». В 1883 пайщики стали получать дивиденды.
Заинтересованная в деятельности ТАМСП казна регулярно выплачивала большую субсидию на его деятельность, в состав правления Товарищества вошли представители Морского министерства, а также Министерства финансов, торговли и промышленности, видные предприниматели. В первые годы существования Товарищества размеры субсидии составляли 50-55 тысяч рублейв год, в 1896 — 80.000, в 1914—289.711 рублей.
В середине 1890‑х гг. Товарищество приобрело 7 новых судов. Были открыты линии: 1). Мурманская (весной) — между Екатерининской гаванью, Вардё (Норвегия) и Мурманскими становищами (один раз в неделю); 2). Мурманская (летом) — между Архангельском, Колой и Вардё, с заходом в попутные становища и колонии Мурманского берега (один раз в неделю); 3). Варангерская — между Екатериниской гаванью, Печенгским монастырем и Вадсё (Норвегия), с заходом в попутные становища (один раз в неделю); 4). Онежская — между Архангельском, Онегой, Кемью и Соловецким монастырем; 5). Кандалакшская — между Архангельском, Кемью, Кандалакшей и Кузоменью; 6). Новоземельская — два раза в навигацию. В 1895 стала работать Печорская линия (между Архангельском, Мезенью и Печорой). С 1904 осуществлялись рейсы вдоль Кольского полуострова специально для обслуживания рыбных промыслов.
В конце XIX века компания имела 10 пароходов, шхуну, 2 катера, 2 баржи и др. В начале XX века пароходство имело 14 кораблей. Стоимость имущества в 1911 г. составляла 2 448 тыс. рублей, акционеры получали дивиденды по 40 — 48 рублей на пай. В 1912 г. основной капитал составлял 1.312.000 рублей.
6 мая 1918 г имущество Товарищества было национализировано. В 1918 г, в период гражданской войны и интервенции, работа Товарищества возобновлялась, в дальнейшем часть пароходов угнали за границу, те, что остались, с начала 20-х годов составили основу Беломортрана, а позднее Государственного Северного морского пароходства СССР.

## Флот
Грузо-пассажирские пароходы
- «Архангельск» (1875)
- «Преподобный Трифон» (1896)
- «Император Николай II» (1896)
- «Ломоносов» (1891)
- «Великий князь Владимир»
- «Королева Ольга Константиновна»(1896)
- «Сергей Витте»(1898)
- «Федор Чижов»(1902)
- «Кереть»(1910)
- «Колгуев»(1914)

Грузовые пароходы
- «Печера»(1901)
- «Кандалакша» (1905)
- «Кильдин»(1908)
- «Кола»